# Relhania
Relhania es un género de plantas con flores perteneciente a la familia de las asteráceas. Comprende 62 especies descritas y de estas, solo 13 aceptadas. Es originario de Sudáfrica.

## Taxonomía
El género fue descrito por Charles Louis L'Héritier de Brutelle   y publicado en Sertum Anglicum 22.  1789.

## Especies
A continuación se brinda un listado de las especies del género Relhania aceptadas hasta agosto de 2012, ordenadas alfabéticamente. Para cada una se indica el nombre binomial seguido del autor, abreviado según las convenciones y usos.
- Relhania acerosa (DC.) K.Bremer
- Relhania calycina (L.f.) L'Hér.
- Relhania corymbosa (Bolus) K.Bremer
- Relhania decussata L'Hér.
- Relhania dieterlenii K.Bremer
- Relhania fruticosa (L.) K.Bremer
- Relhania garnotii (Less.) K.Bremer
- Relhania pungens L'Hér.
- Relhania relhanioides (Schltr.) K.Bremer
- Relhania rotundifolia Less.
- Relhania spathulifolia K.Bremer
- Relhania speciosa (DC.) Harv.
- Relhania tricephala (DC.) K.Bremer